# Bonnes villes de l'Empire
Goede steden van het rijk (Frans: bonnes villes de l'empire) was ten tijde van het Franse Keizerrijk de titel van een aantal steden in het Eerste Franse keizerrijk. De status werd door Napoleon zelf toegekend. De status van goede stad hield verband met de wijze waarop de burgemeester werd benoemd en was hoofdzakelijk ceremonieel.
Goede steden hadden het recht om een krans, de vorm was afhankelijk van de rang van hun titel, aan het gemeentewapen toe te voegen. De kroon bestond bij de eerste twee rangen uit een muurkroon. Hieronder staan voorbeelden van de drie rangen, met een blanco wapen.

De eerste klasse had alles van goud en een rood schildhoofd met drie gouden bijen. Uit de muurkroon kwam een adelaar
De tweede rang was zilverkleurig met een blauw vrijkwartier met daarin een gouden N met een ster
De derde rang had een groene krans, een rood vrijkwartier met een zilveren N met ster. In plaats van een kroon stond er een bos graan boven het schild.

## Goede steden in België
In België voerden de volgende steden de titel Bonne Ville de l'Empire:
- Goede steden der eerste klasse:
  - Antwerpen
  - Brussel
  - Gent
  - Luik

- Goede steden der tweede klasse:
  - Lier
  - Leuven
  - Mechelen
  - Tienen

## Goede steden in Nederland
In Nederland voerden de volgende steden de titel Bonne Ville de l'Empire:
- Goede steden der eerste klasse:
  - Amsterdam
  - Rotterdam
  - Den Haag

- Goede steden der tweede klasse:
  - Delft
  - 's-Hertogenbosch
  - Leiden

## Bron
- De sectie La bonne ville au XIXe siècle of een eerdere versie ervan is een (gedeeltelijke) vertaling van het artikel Bonne ville op de Franstalige Wikipedia, dat onder de licentie Creative Commons Naamsvermelding/Gelijk delen valt. Zie de bewerkingsgeschiedenis aldaar.